# 羽布ダム
羽布ダム（はぶダム）は、愛知県豊田市羽布町鬼の平、矢作川水系巴川に建設されたかんがい用の重力式コンクリートダム。西三河地方の農業用水の確保を目的として建設され1963年（昭和38年）に完成した。

## 沿革
矢作川は昔から 「五万石でも岡崎様は・・・お城下まで船が着く・・・」 と唄われたほど水量豊かな川であったが、明治時代の中ごろには中流部で、明治用水や枝下用水など大規模な農業用水が開かれ、また明治末期には発電所も次々と開発されるなど、水の利用量が増えてきた。
こうした中、1944年・1945年（昭和19・20年）と続いた大干ばつにも見舞われ、大きな被害を受けた下流地域の農家から、根本的な対策を求める声が高まった。そこで農林省（現・農林水産省）が水不足を解消するため、国営の矢作川農業水利事業として、矢作川の支流である巴川上流の下山村（現豊田市）に農業用の利水ダムとして建設された。1997年（平成9年）からは、岡崎市の上水道の一部にも使われるようになった。
羽布ダムは1952年（昭和27年）4月から11ヵ年の年月を要して1963年（昭和38年）3月に完成した。1964年（昭和39年）4月より、管理が愛知県西三河農林水産事務所に移行している。

## 観光
羽布ダムの建設後、ダム湖を生かした観光開発が行われ、まず地域住民が中心となって三河湖観光センターの前身となる施設を出店し、遊覧船やボートの運用も始まった。
ダム湖は1965年（昭和40年）に愛知県知事から「三河湖（みかわこ）」と命名された。1970年（昭和45年）には三河湖を含む一帯が愛知高原国定公園に指定され、下山村観光協会が発足した。
1979年（昭和54年）には下山村（現・豊田市）が三河湖観光センターを整備し、村は1996年（平成8年）に「香恋の館」、1999年（平成11年）には「手づくり工房山遊里」を建設した。
2005年（平成17年）、地元からの推薦によってダム湖である三河湖は財団法人ダム水源地環境整備センターが選定する「ダム湖百選」に選ばれている。
1979年（昭和54年）に完成した三河湖観光センターは施設の老朽化が進んだため、2023年（令和5年）11月にいったん閉鎖された。三河湖観光センターは建て替えられ、2024年（令和6年）11月にリニューアルオープンすることとなった。

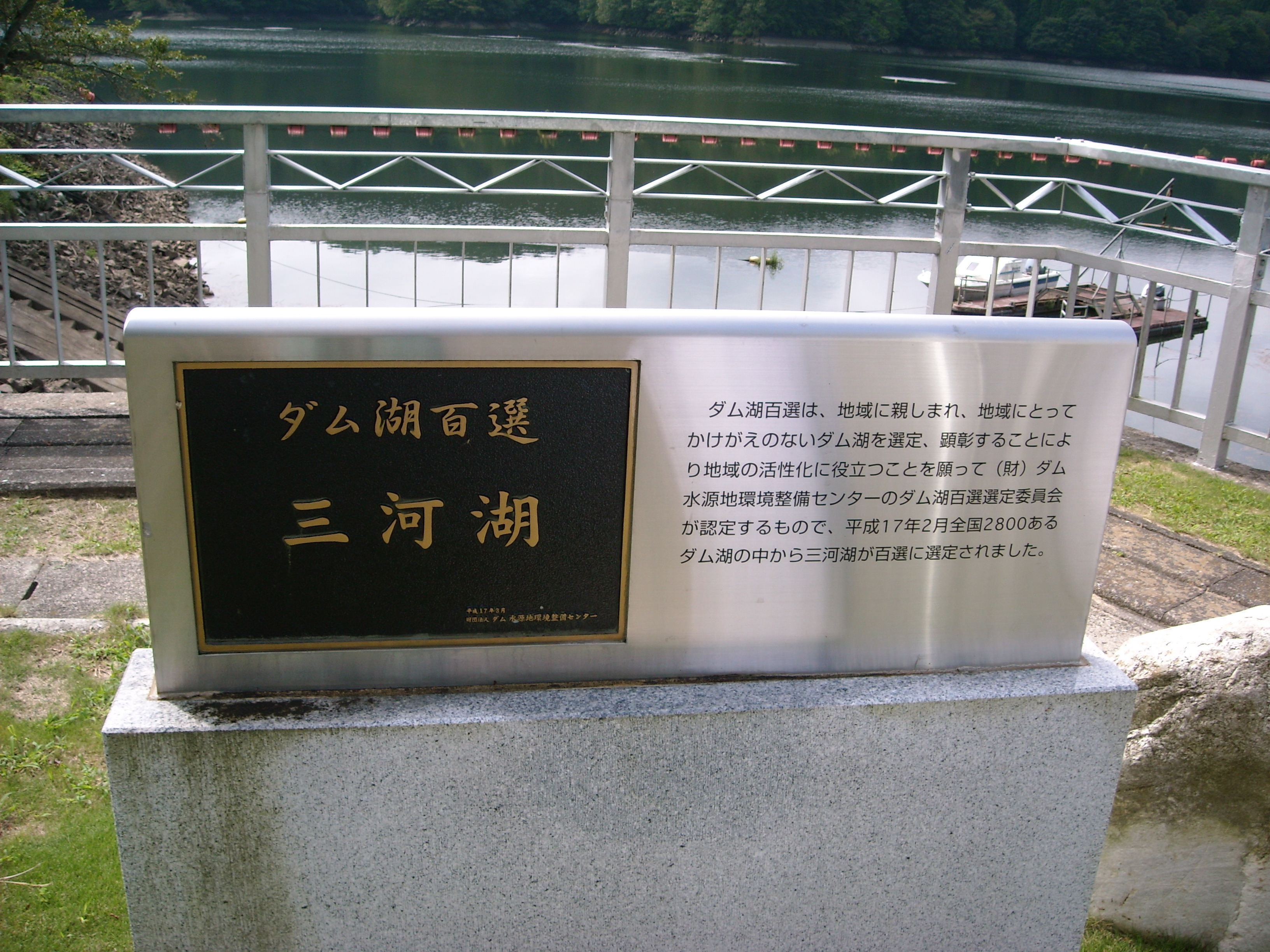
ダム湖百選プレート
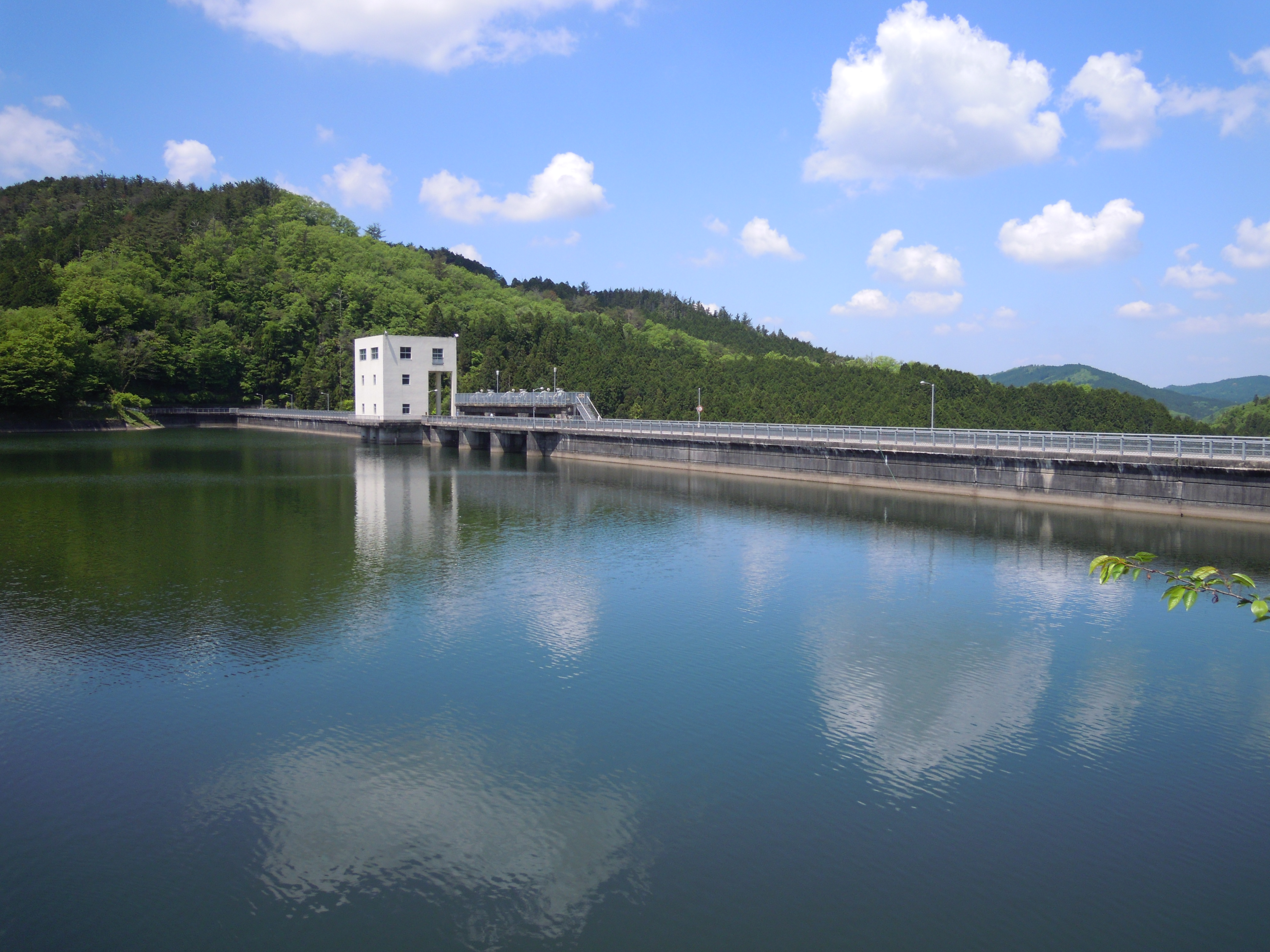
ダム湖から望む堰堤
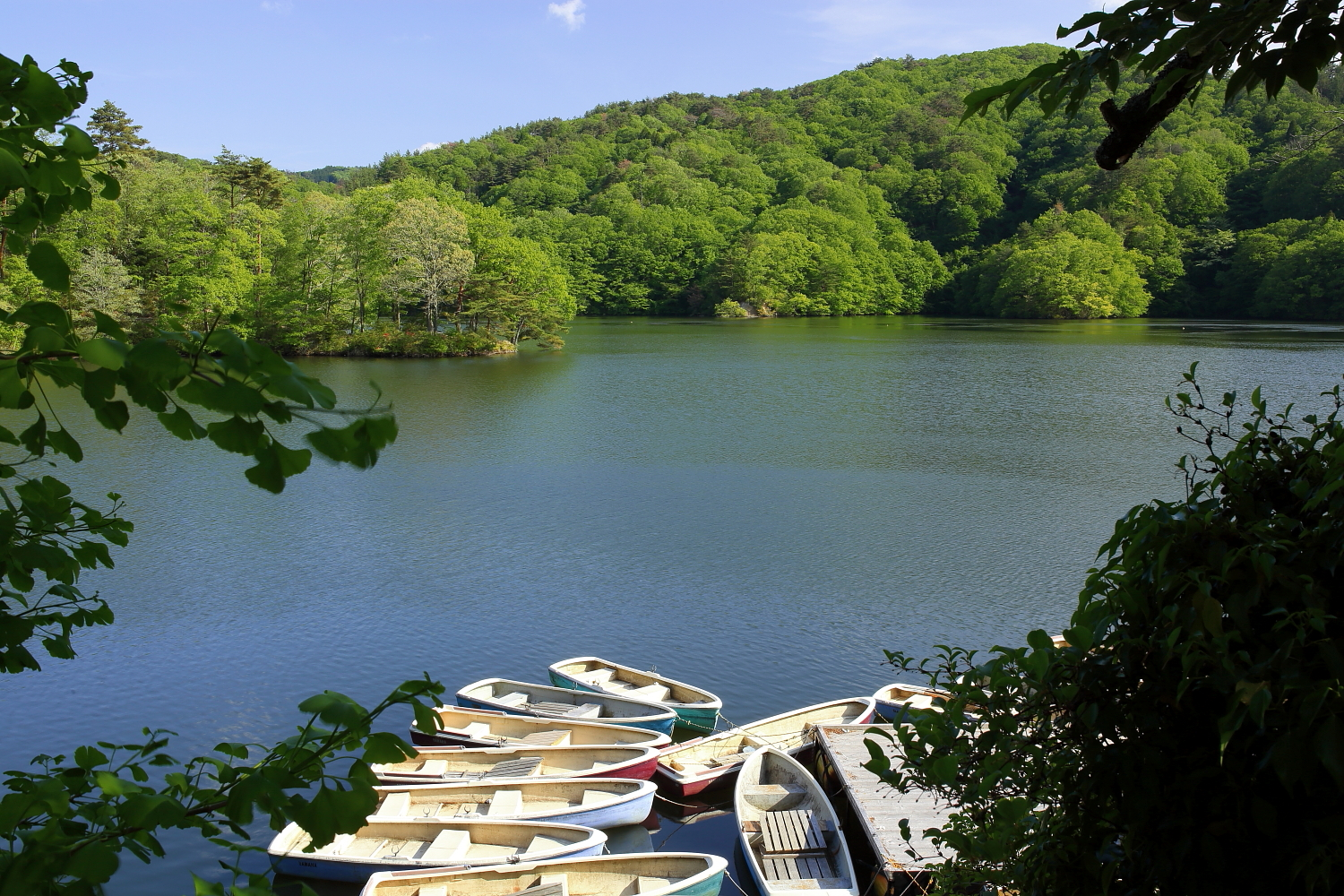
三河湖